# Mirrors (chanson de Justin Timberlake)
Pour les articles homonymes, voir Mirrors.
Singles de Justin Timberlake
Suit and Tie
(2013) Tunnel Vision
(2013)
Mirrors est une chanson du chanteur pop américain Justin Timberlake issue de son troisième album studio, The 20/20 Experience. Elle sort en single le 11 février 2013. Cette chanson rend hommage à ses grands-parents.

## Classement hebdomadaire
| Classement (2013)  | Meilleure position |
| ------------------ | ------------------ |
| Allemagne          | 2                  |
| Australie          | 10                 |
| Autriche           | 7                  |
| Belgique           | 17                 |
| Belgique           | 35                 |
| Bulgarie           | 1                  |
| Canada             | 4                  |
| Corée du Sud       | 3                  |
| Danemark           | 4                  |
| Espagne            | 19                 |
| États-Unis         | 2                  |
| États-Unis         | 20                 |
| États-Unis         | 2                  |
| États-Unis         | 31                 |
| États-Unis         | 1                  |
| Europe             | 1                  |
| Finlande           | 12                 |
| France             | 15                 |
| Hongrie            | 2                  |
| Hongrie            | 7                  |
| Irlande            | 2                  |
| Israël             | 1                  |
| Liban              | 1                  |
| Luxembourg         | 6                  |
| Mexique            | 6                  |
| Pays-Bas           | 7                  |
| Pologne            | 1                  |
| Pologne            | 22                 |
| Portugal           | 8                  |
| République tchèque | 14                 |
| Royaume-Uni        | 1                  |
| Royaume-Uni        | 1                  |
| Slovaquie          | 2                  |
| Suède              | 16                 |
| Suisse             | 5                  |

### Certifications
| Pays             | Organisme | Certification | Vente                    |
| ---------------- | --------- | ------------- | ------------------------ |
| Allemagne        | BVMI      | Platine       | 15 000                   |
| Australie        | ARIA      | 2 × Platine   | 140 000                  |
| Autriche         | IFPI      | Or            | 15 000[réf. nécessaire]  |
| Canada           | CRIA      | 2 × Platine   | 160 000                  |
| Danemark         | IFPI      | 2 × Platine   | 60 000[réf. nécessaire]  |
| États-Unis       | RIAA      | 2 × Platine   | 2 402 000                |
| Italie           | FIMI      | Platine       | 30 000[réf. nécessaire]  |
| Nouvelle-Zélande | RIANZ     | Platine       | 15 000[réf. nécessaire]  |
| Royaume-Uni      | BPI       | Platine       | 600 000[réf. nécessaire] |
| Suède            | GLF       | Platine       | 40 000[réf. nécessaire]  |
| Suisse           | IFPI      | Platine       | 30 000                   |

|}